# Házi patkány
A házi patkány (Rattus rattus) az emlősök (Mammalia) osztályának rágcsálók (Rodentia) rendjébe, ezen belül az egérfélék (Muridae) családjába tartozó faj.

## Előfordulása
Eredeti elterjedési területe India, de szinte a világ minden részére behurcolták. Az ember közvetlen közelében él; még az ókorban jutott el Európába, feltehetőleg Afrikán keresztül. Kedveli a magtárakat, padlásokat és a meleg helyeket. Ahol jelentősebb vándorpatkány populáció található, ott megritkul ez a faj.

## Alfajai
- Rattus rattus albus
- Rattus rattus alexandrinus
- Rattus rattus ater
- Rattus rattus brevicaudatus
- Rattus rattus brookei
- Rattus rattus caeruleus
- Rattus rattus chionagaster
- Rattus rattus diardii
- Rattus rattus domesticus
- Rattus rattus flavipectus
- Rattus rattus flaviventris
- Rattus rattus frugivorus
- Rattus rattus fuliginosus
- Rattus rattus fulvaster
- Rattus rattus intermedius
- Rattus rattus jurassicus
- Rattus rattus latipes
- Rattus rattus leucogaster
- Rattus rattus nemoralis
- Rattus rattus nericola
- Rattus rattus nezumi
- Rattus rattus picteti
- Rattus rattus rattus
- Rattus rattus ruthenus
- Rattus rattus sueirensis
- Rattus rattus sylvestris
- Rattus rattus tectorum
- Rattus rattus varius

## Megjelenése

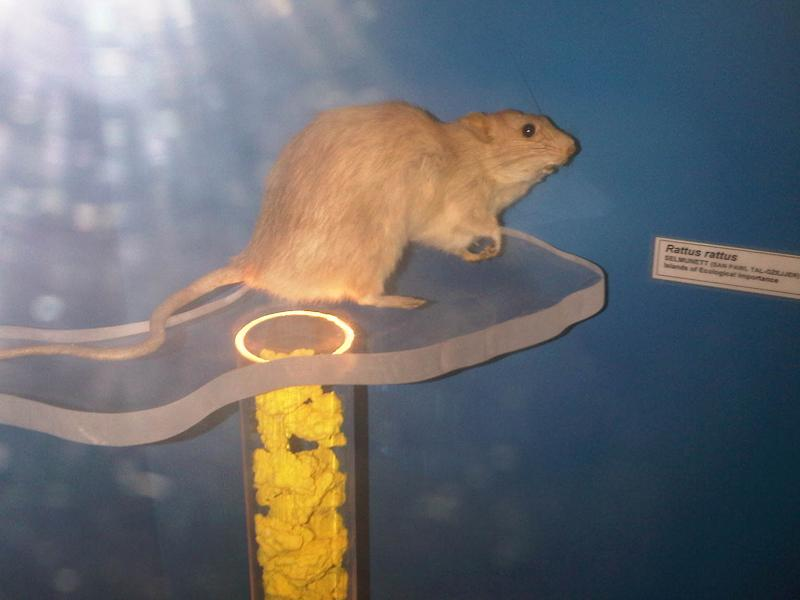
Kitömött házi patkány

Tipikus testhossza 15-23 centiméter, farka jóval hosszabb a testénél, 17-25 centiméter; tömege 200-400 gramm. Lábai, fülei és orra kicsi és rózsaszín. Füle a vándorpatkányénál nagyobb, igen vékony bőr és egészen csekély szőrzet borítja. Előrehajtva teljesen befedi a szemet, vagy legalább a szemközépig ér. Hengeres farkán átlagosan 254 (220-290) pikkelygyűrű van. Bundája szürkésfekete vagy szürkésbarna. A hátán kiálló, megnyúlt koronaszőrök borzas külsőt kölcsönöznek neki. Hasi oldala kissé világosabb. A dél-európai alfajok hasa élesen elhatárolt, fehér.

## Életmódja
A házi patkány egyértelműen az esti és a reggeli szürkület idején a legtevékenyebb, bár a nap bármely órájában találhatunk éber példányokat. Életmódja miatt tetőpatkánynak is nevezik. A Földközi-tenger mellékén a tevékeny időszak inkább éjjelre tolódik át. Csak ritkán él magányosan. Rendszerint 20-60 tagú csoportokba verődik, amelyeken belül nem épül ki szigorú rangsorrend vagy párkapcsolat. Az állatok állandó járatokat használnak, amelyek egy épületben is azonnal szembetűnnek. Szaganyagokkal jelölik meg őket, hogy más patkányok tudtára adják, a terület már foglalt. Földvárat nem építenek. Rendetlen fészküket papír- és gyapjúdarabokból, növényi rostokból tákolják össze, többnyire a tetőgerendák között, a falon vagy a földön lévő mélyedésekben és üregekben. A kölykök nagyobb szülővackokban lapulnak. Mindenevőnek is mondhatjuk, de inkább magokat és más növényi terményeket eszik. Fehérjére is szüksége van, kisebb rovarokat, bogarakat is elfogyaszt. Ez az állat körülbelül 2-3 évig élhet.

## Szaporodása
Kevésbé szapora, mint rokona, a vándorpatkány, évente csak két szaporodási időszaka van. De van olyan év, amikor 4 alkalommal is kölykezhet. Az átlagos alom 3-10 kölyök, de már 23 utódra is volt példa. A vemhességi idő 21-23 nap. Az újszülöttek teljesen tehetetlenek, szőrtelenek, a szemük csukott, siketek. A kis patkányoknak 10 nap múlva kezd kinőni a szőrük, a szemük pedig a rákövetkező hétre kinyílik. Ezután már elhagyogatják a fészket, és 21-23 napos korukban már el is választhatók anyjuktól. A hímeknél nagyobb az ivarnyílás és a végbélnyílás közötti távolság, mint a nőstényeknél. A herezacskók csak az ivarérett hímeknél válnak láthatóvá. A patkányok 8 hetes korukban válnak ivaréretté. A patkányok peteérési ciklusa csak 5 nap.

## Érdekességek

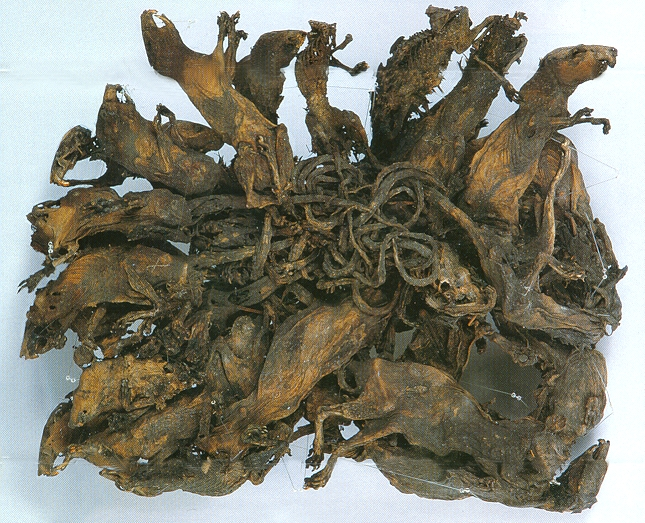
"Patkánykirály" (Mauritianum Museum, Altenburg, Németország)

Nagy egyedsűrűség esetén előfordul, hogy 6-12 vagy akár 32 patkány is a farkánál fogva összegabalyodik. Hogy ez hogyan is történik, és hogy az ilyen úgynevezett „patkánykirály”-oknak mi a jelentősége, azt ma még nem tudjuk.
A házi patkány okosabb, mint a vándorpatkány. Kíváncsi és kedves, játékos természetű. Mivel szeret ember közelében élni, és bolhásabb a vándorpatkánynál, járványügyi szempontból veszélyesebb.
Rendkívül találékony, alkalmazkodó állatfaj.
Általában hajókon utazik, de manapság már repülőgépen is találtak belőle.
A faj szerepel a Föld száz legkárosabb invazív fajának listáján.